# Шарастепанов, Даша Валерьевич
Даша Валерьевич Шарастепанов — российский борец вольного стиля, бронзовый призёр чемпионата России 2018 года, победитель и призёр всероссийских и международных турниров. В марте 2021 года ему было присвоено звание мастер спорта России международного класса. Выступает в лёгкой весовой категории (до 65 кг).

## Спортивные результаты
- Турнир шахтёрской славы 2014 года — ;
- Кубок президента Бурятии 2015 года — ;
- Мемориал Дмитрия Коркина 2015 года — ;
- Кубок президента Бурятии 2016 года — ;
- Мемориал Дмитрия Коркина 2016 года — ;
- Кубок президента Бурятии 2017 года — ;
- Турнир шахтёрской славы 2017 года — ;
- Мемориал Дмитрия Коркина 2017 года — ;
- Кубок президента Бурятии 2018 года — ;
- Чемпионат России по вольной борьбе 2018 года — ;
- Кубок президента Бурятии 2019 года — ;
- Гран-при Ивана Ярыгина 2020 года — ;
- Гран-при Ивана Ярыгина 2021 года — ;